# Apogon taeniopterus
Apogon taeniopterus es una especie de pez de la familia de los apogónidos en el orden de los perciformes.

## Morfología
Los machos pueden llegar a alcanzar los 15 cm de longitud total.

## Distribución geográfica
Se encuentran en Mauricio, las Islas Marquesas, las Tuamotu, Nueva Caledonia y las Islas Cook.